# Matthias
Matthias is een hoofdzakelijk mannelijke voornaam van Griekse komaf, die net als naamsvariant Matteüs is afgeleid van de Bijbelse naam Mattathias (?-165 v.Chr.), die weer van de Hebreeuwse naam Mattitjah(u) is afgeleid. De betekenis is "gegeven door JHWH", maar meestal wordt het vertaald als "geschenk van God".

## Personen met deze naam
- Mattias (apostel)
- Mattias Ekström, Zweeds autocoureur
- Matthias ben Ananus
- Matthias ben Theophilus I
- Matthias ben Theophilus II
- Keizer Matthias
- Matthias Corvinus
- Matthias Müller, Duits voetballer en voetbalcoach
- Matthias Sammer, Duits voetballer en voetbaltrainer
- Matthias Temmermans, Vlaams regisseur
- Matthias Schoenaerts, Vlaams acteur
- Matthias Reim, Duitse Zanger